# 多絲莖角鮟鱇
多絲莖角鮟鱇（学名：Caulophryne polynema），又稱多絲長鰭鮟鱇，是輻鰭魚綱鮟鱇目棘茄魚亞目長鰭鮟鱇科的其中一種，為深海魚類，分布於全球三大洋海域，棲息深度900-1250公尺，雄魚體長可達1.6公分，雌魚14.2公分，雄魚會寄生在雌魚身上，生活習性不明，無任何經濟價值。